# 鳴谷停留場
鳴谷停留場（なるたにていりゅうじょう）は、高知県吾川郡いの町駅前町にあるとさでん交通伊野線の路面電車停留場。

## 歴史
当停留場の開業は1907年（明治40年）、伊野線の枝川停留場から伊野停留場までの区間が開通したのに合わせて開業した。開業当時の停留場名は「成谷」と表記されていて、「鳴谷」と表記するようになったのは1955年（昭和30年）からである。

### 年表
- 1907年（明治40年）11月7日：成谷停留場として開業[1][2]。
- 1955年（昭和30年）6月11日：鳴谷停留場に改称[2]。
- 2007年（平成19年）11月9日：伊野方面にホームを設置。
- 2014年（平成26年）10月1日：土佐電気鉄道が高知県交通・土佐電ドリームサービスと経営統合し、とさでん交通が発足[3]。とさでん交通の停留場となる。

## 停留場構造
ホームは2面あり、東西方向に伸びる単線の軌道を挟み込むように向かい合って置かれる（相対式ホーム）。軌道の北側にあるのがはりまや橋方面行きのホーム、南にあるのが伊野方面行きのホーム。はりまや橋方面行きのホームには屋根が架かる。
かつては交差点を挟んで互いの乗り場が斜向かいに離れていて、伊野方面は路上に安全地帯が示されるのみであったが、2007年11月に乗り場を移設、ホームが設置された。

## 停留場周辺
南を国道33号が並走しているが、隣の伊野駅前停留場の手前で別れていく。北には歩道が設けられており、沿道の建物との間には空間がある。停留場と同じ位置には「東駅前町」バス停留所が設けられている。
- 仁淀病院
- すこやかセンター伊野

## 隣の停留場
とさでん交通
伊野線
北山停留場 - 鳴谷停留場 - 伊野駅前停留場